# Louis-Georges Niels
Louis-Georges Niels   (àrea metropolitana de Brussel·les, 2 de maig de 1919 - Miami, 16 de febrer de 2000) fou un pilot de bob belga que va competir durant la dècada de 1940.
El 1948 va prendre part en els Jocs Olímpics d'Hivern de Sankt Moritz, on disputà les dues proves del programa de bob. Guanyà la medalla de plata en la prova de bobs a quatre, formant equip amb Max Houben, Freddy Mansveld i Jacques Mouvet, mentre en la prova del bob a dos fou desè.